# Голубой короткокрылый дрозд
Голубой короткокрылый дрозд (лат. Brachypteryx montana) — вид птиц из семейства мухоловковых. Подвидов не выделяют. Эндемик Явы.

## Распространение

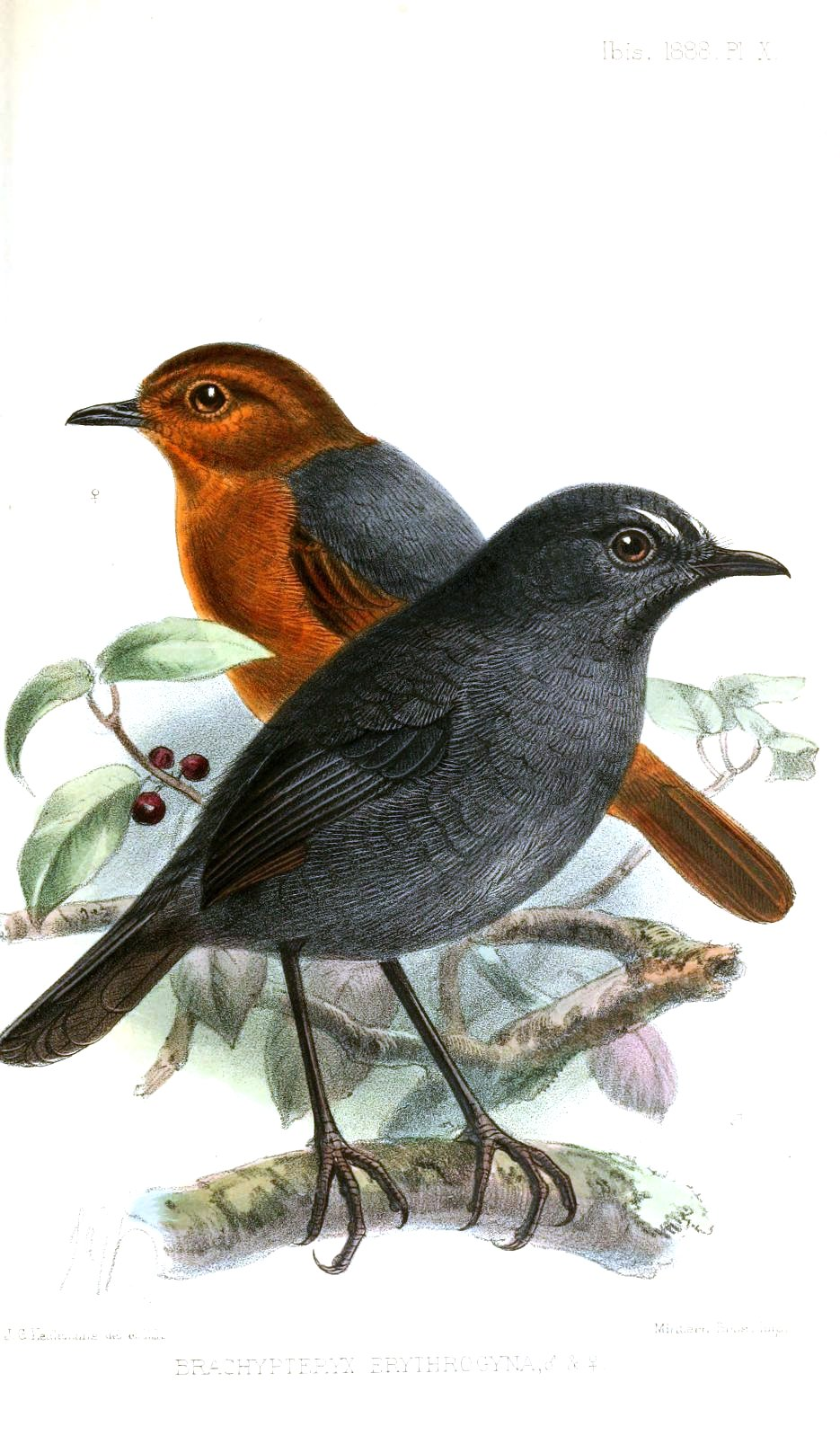
Иллюстрация, сделанная Й. Г. Кёлемансом 1842—1912

Эндемик Явы. Естественной средой обитания являются субтропические и тропические влажные горные леса.

## Биология
Питаются мелкими насекомыми, личинками, ягодами, семенами, ростками и свежими бутонами растений. Гнездо состоит из мха и травы, его прячут в густой кустарник.